# Oxalis sellowiana
El macachín (Oxalis sellowiana) es una especie botánica de la familia de las oxalidáceas (que comprende 6 géneros con unas 950 especies que viven en regiones tropicales hasta frías (Lourteig, 1983). 

## Distribución geográfica
O. sellowiana es una planta endémica de América. Se la encuentra en el norte de Argentina, en Uruguay y en el sur de Brasil. 

## Descripción
Es una planta que carece de tallo (acaule), con bulbo globoso formado por brácteas de protección y de nutrición, cuyo sabor es agridulce. Carece de callo en la lámina foliar y las brácteas de protección son coriáceas, de forma oblongas u obovadas, fuertemente nervadas (con 3 a 5 nervaduras) que presentan un elevado contenido de ácido oxálico; nervaduras conniventes
debajo del ápice, la central prolongada en un mucrón largo; margen glabro. 
Sus inflorescencias son cimas, con 1 a 4 flores. Los pétalos son rosados o amarillos.
Respecto a su estado de conservación el Departamento de Agricultura de los Estados Unidos la categoriza como "Casi amenazada" (NT, por sus siglas en inglés).

## Taxonomía
Oxalis sellowiana fue descrita por Joseph Gerhard Zuccarini y publicado en Abhandlungen der Mathematisch-Physikalischen Classe der Königlich Bayerischen Akademie der Wissenschaften en el año 1831.

### Etimología
Oxalis: nombre genérico que deriva de la  palabra  griega: oxys para "agudo, amargo", refiriéndose al sabor agradablemente amargo de las hojas y el tallo.
sellowiana: epíteto otorgado en honor del botánico alemán Friedrich Sellow.

### Formas
- Oxalis sellowiana f. alba Herter
- Oxalis sellowiana f. sellowiana Zucc.

### Sinonimia
- Oxalis sellowiana f. sellowiana: Acetosella sellowiana, Oxalis intermedia, Oxalis sellowiana var. caulescens, Oxalis sellowiana var. citrina. [3]
- Oxalis sellowiana f. alba: Oxalis sellowiana var. alba. [4]